# Ланакен
Ланакен (на нидерландски: Lanaken) е селище в Североизточна Белгия, окръг Тонгерен на провинция Лимбург. Разположено е на 15 km североизточно от град Тонгерен, на левия бряг на река Маас срещу град Маастрихт в Нидерландия. Около 20% от жителите на Ланакен са нидерландски граждани. Населението му е около 24 500 души (2006).